# Transport av Åskstenen

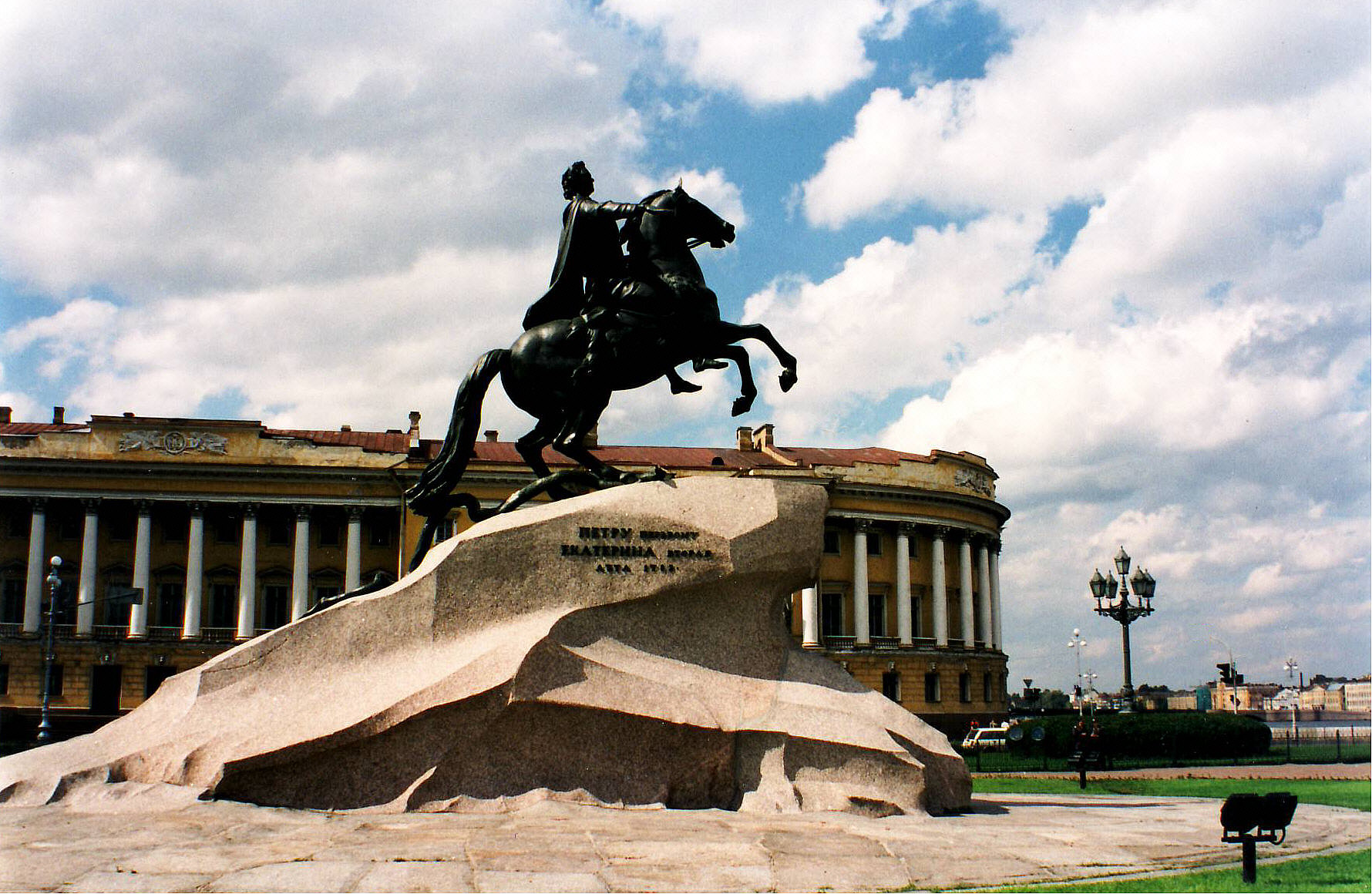
Bronsryttaren

Transport av Åskstenen, eller Transport av Åskstenen i närvaro av Katarina den stora, är en etsning av Jakob van der Schley (1715–1779) från tidigt 1770-tal på basis av en teckning av Jurij Felten
Konstverket föreställer megaliten Åskstenen på den första etappen av transporten från ett sankt område vid byn Konnoya Lahkta, några kilometer från Finska viken väster om Sankt Petersburg. Stenen drogs till havsstranden, varefter transporten fortsatte på en specialbyggd pråm in till staden på Neva till Senatstorget. Katarina II hade första gången besökt Konnaja Lakhta för att bese stenen och följde också transporten. 
Åskstenen blev efter slutbearbetning i Sankt Petersburg sockel till Étienne Maurice Falconets ryttarstaty Bronsryttaren, en hyllning av Katarina II till Peter den store.

## Åskstenen
Åskstenen är en stenbumling av rapakivi, som har fått sitt namn från en lokal sägen, enligt vilken stenen fick sin vid ett blixtnedslag, som splittrade monoliten. I sin ursprungliga form vägde megaliten omkring 1 500 ton och mätte omkring 14 meter i längd, 9 meter i höjd och 7 meter i bredd. Den hade till hälften sjunkit ned i den sanka marken. För att få upp den grävdes en 28 meter lång kanal och byggdes en 200 meter lång ramp.
Stenen bearbetades under transporten och fick sitt slutliga utseende i Sankt Petersburg.

## Transporten
Ansvarig för transporten var den ryska arméns generalkommissionär för byggande av byggnader och andra militära arbeten, greken Marinos Charvouris (1729–1782). För transporten byggdes en stor plattform, som drogs på 100 meter långa bronsspår, stödda av bronssfärer med en diameter på 13,5 centimeter. Två stora vinschar, var och en driven av 32 man, användes för att dra plattformen till slutet av spåren, vilka sedan flyttades 100 meter i färdriktningen. Plattformen förflyttades på den platta marken i genomsnitt en kilometer i veckan, med 150 meter om dagen under fem timmar.
Under tiden arbetade stenhuggare på stenblocket för att ge detta den form arkitekten ville ha. Totalt var över 400 män engagerade. 
Vid havet hissades Åskstenen upp på en stor pråm. Den bogserades sedan in mot staden med ett stort krigsfartyg invid på var sida.
Den tidigare platsen för Åskstenen blev dammen Petrovskij, som är omgiven av en hög jordvall med material utgrävt ur gropen.

## Bildgalleri

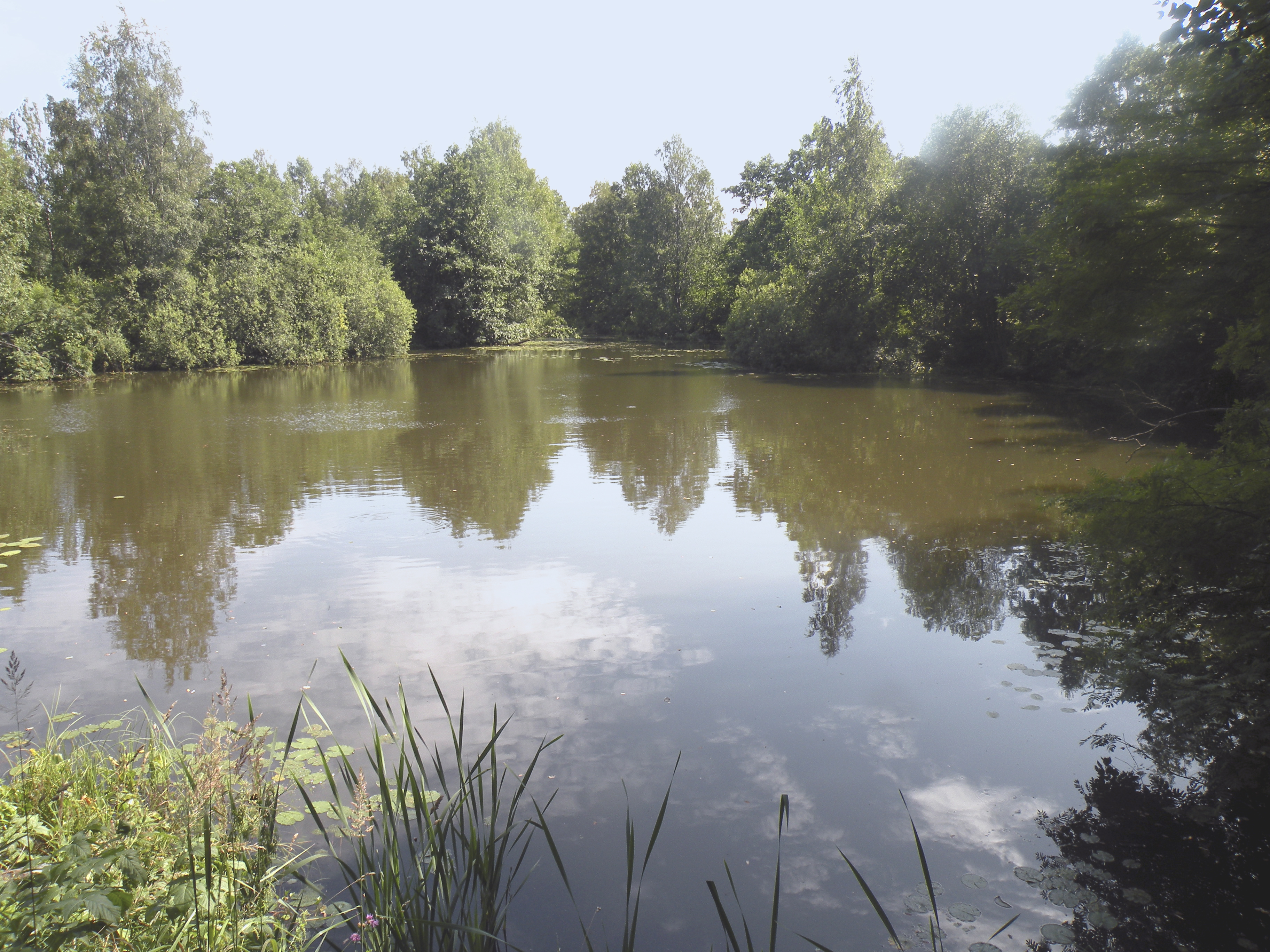
Petrovskijdammen
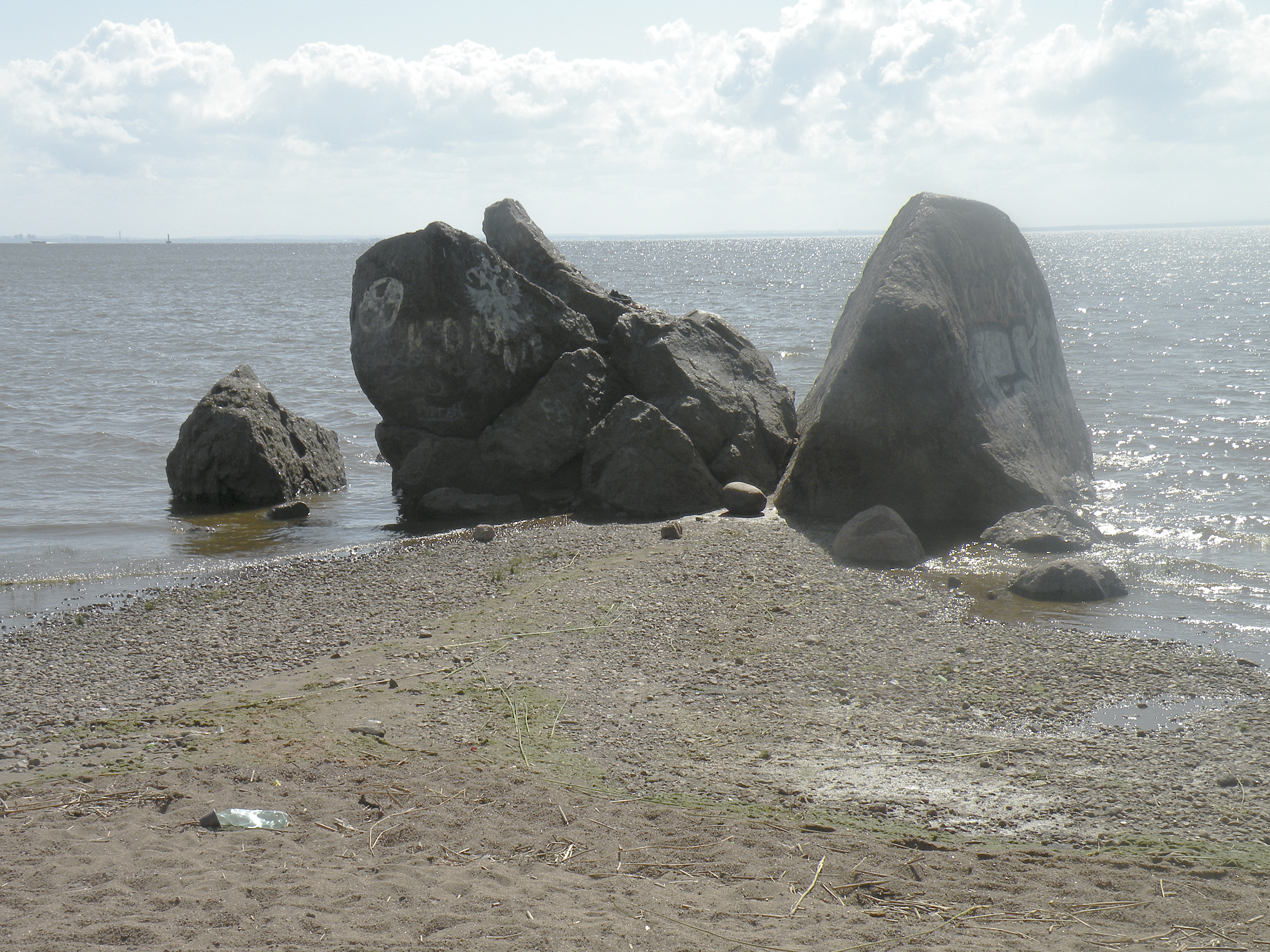
Möjliga rester av Åskstenen vid Finska viken
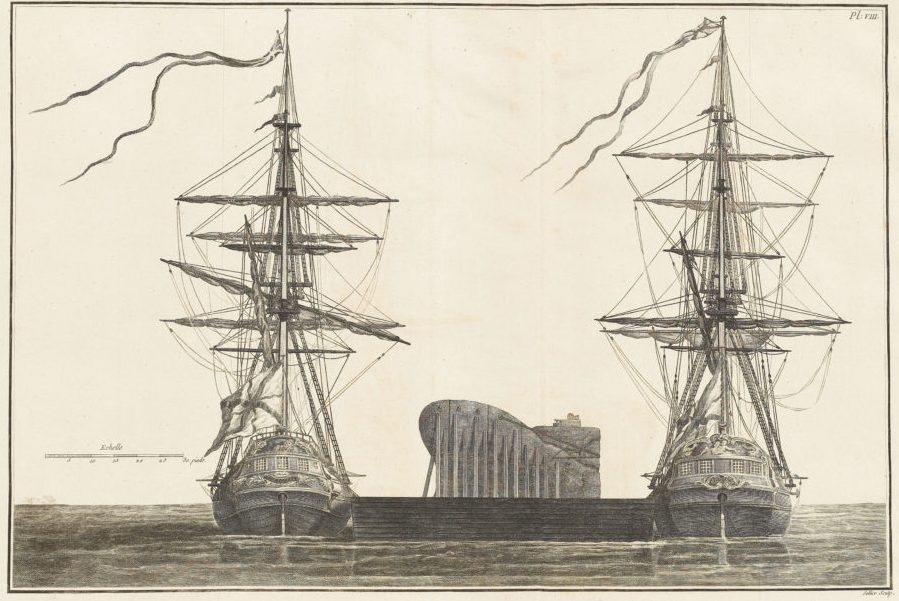
Pråmtransporten till Sankt Petersburg